# Bomolocha
Bomolocha är ett släkte av fjärilar. Bomolocha ingår i familjen nattflyn.

## Dottertaxa tillBomolocha, i alfabetisk ordning[1]
- Bomolocha abalinealis
- Bomolocha abscondalis
- Bomolocha acclinalis
- Bomolocha achatalis
- Bomolocha achatinalis
- Bomolocha albirhomboidea
- Bomolocha albisignalis
- Bomolocha albopunctalis
- Bomolocha albopunctata
- Bomolocha ammonia
- Bomolocha andraca
- Bomolocha androna
- Bomolocha angitia
- Bomolocha anicina
- Bomolocha anulalis
- Bomolocha atomaria
- Bomolocha baltimoralis
- Bomolocha basistrigalis
- Bomolocha benignalis
- Bomolocha bicoloralis
- Bomolocha bijugalis
- Bomolocha bipartita
- Bomolocha bolivianalis
- Bomolocha brodescens
- Bomolocha brunnea
- Bomolocha caducalis
- Bomolocha californica
- Bomolocha cervinalis
- Bomolocha chaka
- Bomolocha chicagonis
- Bomolocha chosenula
- Bomolocha citata
- Bomolocha claxalis
- Bomolocha coatalis
- Bomolocha columbiata
- Bomolocha complanalis
- Bomolocha conditalis
- Bomolocha crassalis
- Bomolocha damnosalis
- Bomolocha dasialis
- Bomolocha deceptalis
- Bomolocha decorata
- Bomolocha devexalis
- Bomolocha dicialis
- Bomolocha dispunctalis
- Bomolocha dodra
- Bomolocha drucealis
- Bomolocha ducalis
- Bomolocha ectoglauca
- Bomolocha edictalis
- Bomolocha effectalis
- Bomolocha erastrialis
- Bomolocha evanidalis
- Bomolocha exceptalis
- Bomolocha excurvata
- Bomolocha exoletalis
- Bomolocha exoticalis
- Bomolocha fecialis
- Bomolocha flexuosa
- Bomolocha fontis
- Bomolocha franciscalis
- Bomolocha frigida
- Bomolocha fuscipennis
- Bomolocha fuscomaculalis
- Bomolocha fusculalis
- Bomolocha germanalis
- Bomolocha glumalis
- Bomolocha gueenealis
- Bomolocha henloa
- Bomolocha holophaea
- Bomolocha humuli
- Bomolocha hypenoides
- Bomolocha inconspicua
- Bomolocha innocua
- Bomolocha internalis
- Bomolocha jonesalis
- Bomolocha korintjiensis
- Bomolocha laciniosa
- Bomolocha lanassa
- Bomolocha latalis
- Bomolocha lebonia
- Bomolocha lentiginosa
- Bomolocha leucoptera
- Bomolocha leucosticta
- Bomolocha locusta
- Bomolocha lyrcursalis
- Bomolocha lyse
- Bomolocha lysoalis
- Bomolocha madefactalis
- Bomolocha manalis
- Bomolocha mandarina
- Bomolocha megaspila
- Bomolocha melaleuca
- Bomolocha melanica
- Bomolocha melanistis
- Bomolocha mesomelaena
- Bomolocha miranda
- Bomolocha modesta
- Bomolocha morelosalis
- Bomolocha narratalis
- Bomolocha nigrescens
- Bomolocha nigrobasalis
- Bomolocha nikkensis
- Bomolocha obductalis
- Bomolocha obesalis
- Bomolocha obliterata
- Bomolocha obscura
- Bomolocha ochracea
- Bomolocha olivacea
- Bomolocha oronalis
- Bomolocha pacatalis
- Bomolocha pallialis
- Bomolocha palparia
- Bomolocha penumbralis
- Bomolocha perangulalis
- Bomolocha perpallida
- Bomolocha perspicua
- Bomolocha pictalis
- Bomolocha pilosalis
- Bomolocha polycyma
- Bomolocha popayana
- Bomolocha potamistes
- Bomolocha profecta
- Bomolocha purpuralis
- Bomolocha ramstadti
- Bomolocha recurvata
- Bomolocha rhodesiensis
- Bomolocha rhombalis
- Bomolocha ricalis
- Bomolocha rufescens
- Bomolocha scutellaris
- Bomolocha senialis
- Bomolocha sordidula
- Bomolocha squalida
- Bomolocha stygiana
- Bomolocha subidalis
- Bomolocha suffusa
- Bomolocha taiwana
- Bomolocha telamonalis
- Bomolocha tenebralis
- Bomolocha terriculalis
- Bomolocha tetrasticta
- Bomolocha thermesialis
- Bomolocha toreuta
- Bomolocha tossalis
- Bomolocha transversalis
- Bomolocha tripunctalis
- Bomolocha tristalis
- Bomolocha trituberalis
- Bomolocha turalis
- Bomolocha umbralis
- Bomolocha umbratilis
- Bomolocha umbriferalis
- Bomolocha uniformalis
- Bomolocha uniformis
- Bomolocha uruguayalis
- Bomolocha uvalis
- Bomolocha valvceralis
- Bomolocha vega
- Bomolocha velatipennis
- Bomolocha velifera
- Bomolocha veronica
- Bomolocha verticalis
- Bomolocha vetustalis
- Bomolocha vitula
- Bomolocha zilla